# Елліс (округ, Оклахома)
Шаблон:StateAbbr_ 36°13′ пн. ш. 99°45′ зх. д. / 36.21° пн. ш. 99.75° зх. д.
Округ  Елліс (англ. Ellis County) — округ (графство) у штаті  Оклахома, США. Ідентифікатор округу 40045.

## Історія
Округ утворений 1907 року.

## Демографія
За даними перепису 
2000 року 
загальне населення округу становило 4075 осіб, усе сільське.
Серед мешканців округу чоловіків було 2014, а жінок — 2061. В окрузі було 1769 домогосподарств, 1219 родин, які мешкали в 2146 будинках.
Середній розмір родини становив 2,79.
Віковий розподіл населення поданий у таблиці:
| Стать    | До 15 років | 15-21 | 22-29 | 30-39 | 40-49 | 50-65 | 65-85 | Понад 85 |
| -------- | ----------- | ----- | ----- | ----- | ----- | ----- | ----- | -------- |
| Чоловіки | 358         | 200   | 131   | 228   | 304   | 415   | 325   | 53       |
| Жінки    | 343         | 143   | 131   | 211   | 314   | 402   | 394   | 123      |

## Суміжні округи
- Гарпер — північ
- Вудворд — схід
- Дьюї — південний схід
- Роджер-Міллс — південь
- Гемпгілл, Техас — південний захід
- Ліпском, Техас — захід
- Бівер — північний захід

## Виноски
1. ↑  U.S. Decennial Census. United States Census Bureau. Архів оригіналу за 26 квітня 2015. Процитовано 19 лютого 2015.
2. ↑  Historical Census Browser. University of Virginia Library. Архів оригіналу за 11 серпня 2012. Процитовано 19 лютого 2015.
3. ↑  Forstall, Richard L., ред. (27 березня 1995). Population of Counties by Decennial Census: 1900 to 1990. United States Census Bureau. Архів оригіналу за 19 лютого 2015. Процитовано 19 лютого 2015.
4. ↑  Census 2000 PHC-T-4. Ranking Tables for Counties: 1990 and 2000 (PDF). United States Census Bureau. 2 квітня 2001. Архів оригіналу (PDF) за 18 грудня 2014. Процитовано 19 лютого 2015.
5. ↑  State & County QuickFacts. United States Census Bureau. Архів оригіналу за 6 червня 2011. Процитовано 9 листопада 2013.(англ.) Наведено за англійською вікіпедією.
6. ↑  American FactFinder. Бюро перепису населення США. Архів оригіналу за 21 травня 2008. Процитовано 31 січня 2008.

| США | Це незавершена стаття з географії США. Ви можете допомогти проєкту, виправивши або дописавши її. |